# Кресненци
Кресненци са жителите на град Кресна, България. Това е списък на най-известните от тях.

## Родени в Кресна
А — Б — В — Г — Д –
Е — Ж — З — И — Й –
К — Л — М — Н — О –
П — Р — С — Т — У –
Ф — Х — Ц — Ч — Ш –
Щ — Ю — Я

### Б
- Борис Сандански (р. 1934), български краевед

### З
- Захари Донев (1937 - 2024), български политик, кмет на Благоевград (1985 - 1987)

### И
- Иван Караджов (р. 1989), български футболист
- Иван Яноров (1948 - 2021), български скулптор и състезател по класическа борба[1]

### К
- Кирил Десподов (р. 1996), български футболист

### Т
- Тодор Праматаров (р. 1968), български футболист

### Я
- Явор Спасов (р. 1951), български актьор
- Янко Сандански (р. 1988), български футболист

## Свързани с Кресна
- Васил Илиев (1965 – 1995), български борец и престъпен бос, по произход от Кресна и учил в града
- Георги Илиев (борец) (1966 – 2005), български борец и престъпен бос, по произход от Кресна и учил в града
- Стефка Янорова (р. 1969), българска актриса, по произход от Кресна